# ソヴラモンテ
ソヴラモンテ（伊: Sovramonte）は、イタリア共和国ヴェネト州ベッルーノ県にある、人口約1,300人の基礎自治体（コムーネ）。

## 地理

### 位置・広がり

#### 隣接コムーネ
隣接するコムーネは以下の通り。括弧内のTNはトレント自治県（トレンティーノ＝アルト・アディジェ州）所属を示す。
- カナール・サン・ボーヴォ (TN)
- フェルトレ
- フォンツァーゾ
- イメール (TN)
- ラモーン
- メッツァーノ (TN)
- ペダヴェーナ

### 気候分類・地震分類
気候分類では、zona F, 3548 GGに分類される。
また、イタリアの地震リスク階級 (it) では、zona 2 (sismicità media) に分類される。

## 行政

### 分離集落
ソヴラモンテには、以下の分離集落（フラツィオーネ）がある。
- Aune, Faller, Servo (sede comunale), Sorriva, Zorzoi